# Placosaris perakalis
Placosaris perakalis là một loài bướm đêm trong họ Crambidae.